# The Invasion of Carol Enders
Pour plus de détails, voir Fiche technique et Distribution.
The Invasion of Carol Enders est un téléfilm américain de Burt Brinckerhoff diffusé le 5 novembre 1973 sur ABC. Contrairement aux autres productions filmées en 35 mm de l'époque, celui-ci a été tourné en vidéo pour des raisons budgétaires.

## Synopsis
Après avoir été assassinée, l'esprit de Diana Bernard prend possession du corps d'une autre femme hospitalisée, Carol Enders. Son fiancé Adam Reston aide la jeune femme a retrouvé son véritable assassin qui s'avère être son mari, le docteur Peter Bernard.

## Fiche technique
- Titre original : The Invasion of Carol Enders
- Réalisation : Burt Brinckerhoff et Dan Curtis (non crédité)
- Scénario : Gene R. Kearney et Merwin Gerard
- Montage : Gordon Baird
- Décors : Charles Pierce
- Musique : Bob Cobert
- Effets spéciaux de maquillage : Michael Westmore (en)
- Producteurs : Dan Curtis et Robert Singer
- Producteur associé : Tim Steele
- Compagnies de Production : Dan Curtis Productions
- Compagnie de distribution : ABC
- Genre : Film d'horreur
- Pays :  États-Unis
- Durée : 66 minutes[1]
- Date de diffusion :
  -  États-Unis : 5 novembre 1973[2]

## Distribution
- Charles Aidman : docteur Peter Bernard
- Meredith Baxter : Carol Enders
- Christopher Connelly : Adam Reston
- George DiCenzo : docteur Palmer
- Patricia Hindy : Susan Wyatt
- John Karlen : David Hastings
- Sally Kemp : Diana Bernard
- Cris Nelson : Jason Bernard
- Phillip Pine : lieutenant Carrea
- Tony Russel : Dan Petrie